# Якунин, Пётр Алексеевич
Пётр Алексе́евич Яку́нин (10 [23] июня 1903 — 10 сентября 1943) — советский солдат, Герой Советского Союза (1944, посмертно), участник Великой Отечественной войны в должности стрелка 954-го стрелкового полка 194-й стрелковой дивизии 48-й армии Центрального фронта, красноармеец.

## Биография
Родился 10 (23) июня 1903 года в деревне Кашино (ныне — в Кимовском районе Тульской области) в семье крестьянина. Русский. Окончил начальную школу. Работал в колхозе. С 1924 года жил в Москве. Работал раскройщиком на шорно-седельной фабрике «Пролетарий».
В Красной армии с августа 1941 года. В действующей армии с октября 1941 года. Воевал на Западном, Брянском, Центральном фронтах. Участвовал в боях под Тулой, освобождал Калугу — в 1941 году; участвовал в обороне рубежа в районе города Новосиль Орловской области — в 1942 году; сражался на Курской дуге, освобождал станцию Змиевка, форсировал Десну севернее города Новгород-Северский — в 1943 году. Особо отличился при форсировании Десны.
Стрелок 954-го стрелкового полка 194-й стрелковой дивизии красноармеец Якунин при форсировании Десны в районе села Леньков Новгород-Северского района Черниговской области 10 сентября 1943 года первым переплыл реку. Протянув канат, на плоту переправлял воинов батальона и боеприпасы. Был ранен, но продолжал боевую работу, пока не был убит.
Указом Президиума Верховного Совета СССР «О присвоении звания Героя Советского Союза генералам, офицерскому, сержантскому и рядовому составу Красной Армии» от 15 января 1944 года за «образцовое выполнение боевых заданий командования на фронте борьбы с немецкими захватчиками и проявленными при этом отвагу и геройство» красноармейцу Якунину Петру Алексеевичу присвоено звание Героя Советского Союза (посмертно).

## Награды
- медаль «Золотая Звезда» Героя Советского Союза;
- орден Ленина;
- орден Отечественной войны II степени.

## Память
- Похоронен в братской могиле в селе Бирино Новгород-Северского района Черниговской области (Украина).
- На фабрике «Пролетарий» установлена мемориальная доска.
- Имя Героя увековечено на памятнике тулякам — Героям Советского Союза.
- В городе Кимовске его именем названа улица.